# Zalew Bernatka
Zalew Bernatka – niewielki sztuczny zbiornik wodny uformowany w biegu strugi Bernatka (lewy dopływ Kamiennej) – przepływowy, zamknięty jazem. Podstawowa funkcja zbiornika to retencja wód w biegu rzeki Bernatka.

## Położenie
Położony w zachodniej części miasta Skarżysko-Kamienna, na skraju historycznej wsi "Milica" (obecnie Osiedle Milica). Graniczy z obszarem leśnym ciągnącym się do Niekłania Wielkiego.
Dojazd ul. Paryską poprzez skrzyżowanie z drogą europejską E77, ok. 3 km od centrum Skarżyska-Kamiennej.

## Dane techniczne zbiornika
Powierzchnia czaszy zwierciadła wody przy normalnym piętrzeniu – 1,71 ha
Rzędna przy normalnym spiętrzeniu – 252,30 m n.p.m.
Głębokość średnia przy normalnym spiętrzeniu – 1,40 m
Jaz
- Światło – 2,80 m
- Wysokość maksymalna – 3,30 m
- Wysokość piętrzenia aktualna – 2,30 m

## Funkcja rekreacyjna
Zbiornik pełnił w przeszłości także funkcję rekreacyjną. Znajdowało się tam kąpielisko z wypożyczalnią sprzętu rekreacyjnego czynną w sezonie letnim. Dawniej prężnie działający ośrodek wypoczynkowy przy zbiorniku jest w stanie ruiny (budynki rozebrane, pozostałe fundamenty). Obecnie teren jest w rękach prywatnego inwestora.

## Przebudowa
Przy obecnym stanie technicznym i parametrach technicznych funkcja retencyjna zbiornika jest połowiczna. Władze miasta rozpisały przetarg na gruntowną przebudowę zbiornika w tym przebudowę zapory, kanałów burzowych i otoczenia zbiornika.